# Krisztián Rabb
Dans le nom hongrois Krisztián Rabb, le nom de famille précède le prénom, mais cet article utilise l’ordre habituel en français Rabb Krisztián, où le prénom précède le nom.
Krisztián Rabb, né le 10 novembre 2001 à Budapest, est un escrimeur hongrois. Il est membre de l'équipe de Hongrie championne d'Europe à l'édition 2024.

## Carrière
Aux Jeux olympiques de la jeunesse de 2018, il remporte une médaille d'or en individuel et en équipe mixte avec Liza Pusztai. Il est également médaillé d'or par équipe au Championnat d'Europe cadets 2018. Aux Championnats d'Europe juniors 2020, il remporte une médaille d'or par équipe et une médaille de bronze en individuel.
Il remporte sa première médaille international chez les séniors avec l'or par équipe aux Championnats d'Europe 2024 à Bâle. Aux Jeux olympiques d'été de 2024, il débute comme réserviste pour le tournoi de sabre par équipe avec comme autres titulaires Csanád Gémesi, András Szatmári, Áron Szilágyi ; lors de la compétition, il participe à la demi-finale contre l'Iran à la place de Gémesi et à la finale perdue contre la Corée du Sud, l'équipe hongroise remportant la médaille d'argent.

## Palmarès
- Jeux olympiques
  -  Médaille d'argent par équipes aux Jeux olympiques de 2024 à Paris

- Championnats d'Europe
  -  Médaille d'or par équipes aux championnats d'Europe 2024 à Bâle
  -  Médaille d'or par équipes aux championnats d'Europe 2025 à Gênes